# Parapallene hodgsoni
Parapallene hodgsoni là một loài nhện biển trong họ Callipallenidae. Loài này thuộc chi Parapallene. Parapallene hodgsoni được miêu tả khoa học năm 1946 bởi Barnard.